# Стрилецкий сельсовет
Стрилецкий сельсовет, Стрилецкий сельский Совет — упразднённая административно-территориальная единица в Алексинском районе Тульской области России. Существовал в 1924-1940 годы.
Часть территории входит в состав современного муниципального образования город Алексин. 

## История
Образован в 1924 году, когда Стрилецкий волостной комитет был упразднён и разделен на шесть сельсоветов: Стрилецкий, Сукроминский, Казначеевкий, Шелепинский, Каргашинский.
Существовал  до 1940 года. После упразднения населённые пункты были распределены по другим Советам.

## Состав
На 1924 год состоял из населенных пунктов:
- окраина Алексина
- Анютинка
- Ащерино
- Большое Кишкино
- Большое Шелепино
- Белолипки
- Божениново
- Болото
- Ботня
- Бунырево
- Бухторма
- Горушки
- Даниловка
- Душкино
- Епишково
- Железнодорожная Будка № 235
- Иьшино
- Казначеево
- Каргашино
- Картавцево
- Карташево
- Кащеево
- Кетри
- Киевцы
- Колюпаново (село)
- Коптево
- Кудашевка
- Ладерево
- Ларино
- Малое Кишкино
- Марьинка
- Нарышкино
- Погиблово
- Рюриково
- Савино
- СВЖД Будка № 231
- Свинка
- Свиридово
- Соколово
- Степановская пустошь
- Стрельцы
- Сурнево
- Фомищево
- Хрипково
- Широносово
- Щукино